# Negevita
La negevita és un mineral de la classe dels elements natius. Rep el nom per la regió on es troba la seva localitat tipus: el desert de Negev.

## Característiques
La negevita és un fosfur de fórmula química NiP₂. Cristal·litza en el sistema isomètric. Va ser aprovada com a espècie vàlida per l'Associació Mineralògica Internacional l'any 2013. Químicament es troba relacionada amb l'halamishita, melliniïta, nazarovita, niquelfosfur i transjordanita.

## Formació i jaciments
Va ser descoberta a Halamish wadi, a la formació Hatrurim, a Nègueb (Israel). Es tracta de l'únic indret de tot el planeta on ha estat descrita aquesta espècie mineral.